# Robinsonia intermedia
Robinsonia intermedia là một loài bướm đêm thuộc phân họ Arctiinae, họ Erebidae.